# بوككس
بوككس (بالإنجليزية: Bucks)‏ هي مدينة أمريكية تقع في ولاية ألاباما.ويبلغ عدد سكانها 32 نسمة حسب إحصاء سنة 2010 م.